# Marcus Jordan
Marcus James Jordan (né le 24 décembre 1990) est un ancien joueur de basket - ball universitaire américain qui a joué pour l'équipe masculine de basket - ball des Knights d'UCF de l'American Athletic Conference. Il est le plus jeune fils du basketteur retraité du Hall of Fame Michael Jordan.

## Jeunesse
Jordan est né le 24 décembre 1990 de Michael Jordan et Juanita Vanoy. Il a un frère aîné, Jeffrey, et trois sœurs cadettes — Jasmine, Ysabel et Victoria. Marcus grandit à Highland Park, Illinois.

## Carrière de basket

### Lycée
Marcus Jordan joue d'abord au basket-ball au lycée avec son frère aîné Jeffrey Jordan à la Loyola Academy de Wilmette, Illinois. Au cours de sa deuxième année, les deux frères permettent à l'école d'atteindre les championnats de conférence réalisant ainsi la meilleure saison de son histoire. Marcus est ensuite transféré au Whitney Young High School de Chicago pour ses saisons junior et senior.
Le 22 mars 2009, il emmène les Whitney Young Dolphins au titre de champion de l'état de l'Illinois. Jordan marque un record de 19 points, menant Whitney Young à la victoire de 69-66 contre Waukegan.
Jordan est classé 60e meilleur arrière du pays en tant que lycéen senior par ESPNU, avec une moyenne de 10,0 points, 4,5 rebonds et 3,2 passes décisives par match, et remporte le titre de MVP du tournoi d'État.

### Université
Marcus Jordan joue au basketball universitaire à l'université du centre de la Floride à Orlando, en Floride. Au cours de sa première année, UCF est dans la dernière année d'un contrat de cinq ans avec Adidas, mais Jordan insiste pour porter des chaussures Nike Air Jordan par fidélité pour son père. Cela incite finalement Adidas à mettre fin à son accord de parrainage avec UCF.
Jordan marque 8,0 points par match au cours de sa première année en 2009-2010 et 1 152 points au cours de sa carrière universitaire. Le 12 novembre 2010, lors du premier match de la saison 2010-2011, Jordan mène l'UCF à la victoire contre l'Université de Floride de l'Ouest, marquant 28 points, son record en carrière, 8 sur 11 au tir, et 5 sur 7 à 3 points. Il a également un record d'équipe de 18 points en se classant numéro 16 de Floride le 1er décembre 2010.
En août 2012, Jordan décide de quitter l'équipe de basket-ball de l'UCF, mais il continue à suivre des cours à l'école.

## Affaire juridique
Alors qu'il est mineur, Marcus Jordan tweete à propos d'une dépense de 35 000 $ dans une boîte de nuit à Las Vegas, ce qui déclencha une enquête. En 2012, Jordan est arrêté à Omaha et accusé de conduite dangereuse, de refus d'obtempérer et d'obstruction à la justice.

## Entreprises
Jordan ouvre son magasin de chaussures "Trophy Room" le 23 mai 2016. La date choisie rend hommage à son numéro de maillot et à celui de son père. Le magasin est situé à Orlando, en Floride, à Disney World dans le magasin Disney Springs. Le 31 mai 2019, la boutique physique ferme ses portes pour se concentrer sur les ventes en ligne uniquement.

## Dans la culture populaire
Dans le film Space Jam en 1996, Jordan est interprété par Eric Gordon. Des années après la sortie du film, une rumeur s'est répandue selon laquelle l'acteur est le joueur de la NBA Eric Gordon.